# 沃勒茨湖
53°1′19″N 13°54′37″E / 53.02194°N 13.91028°E

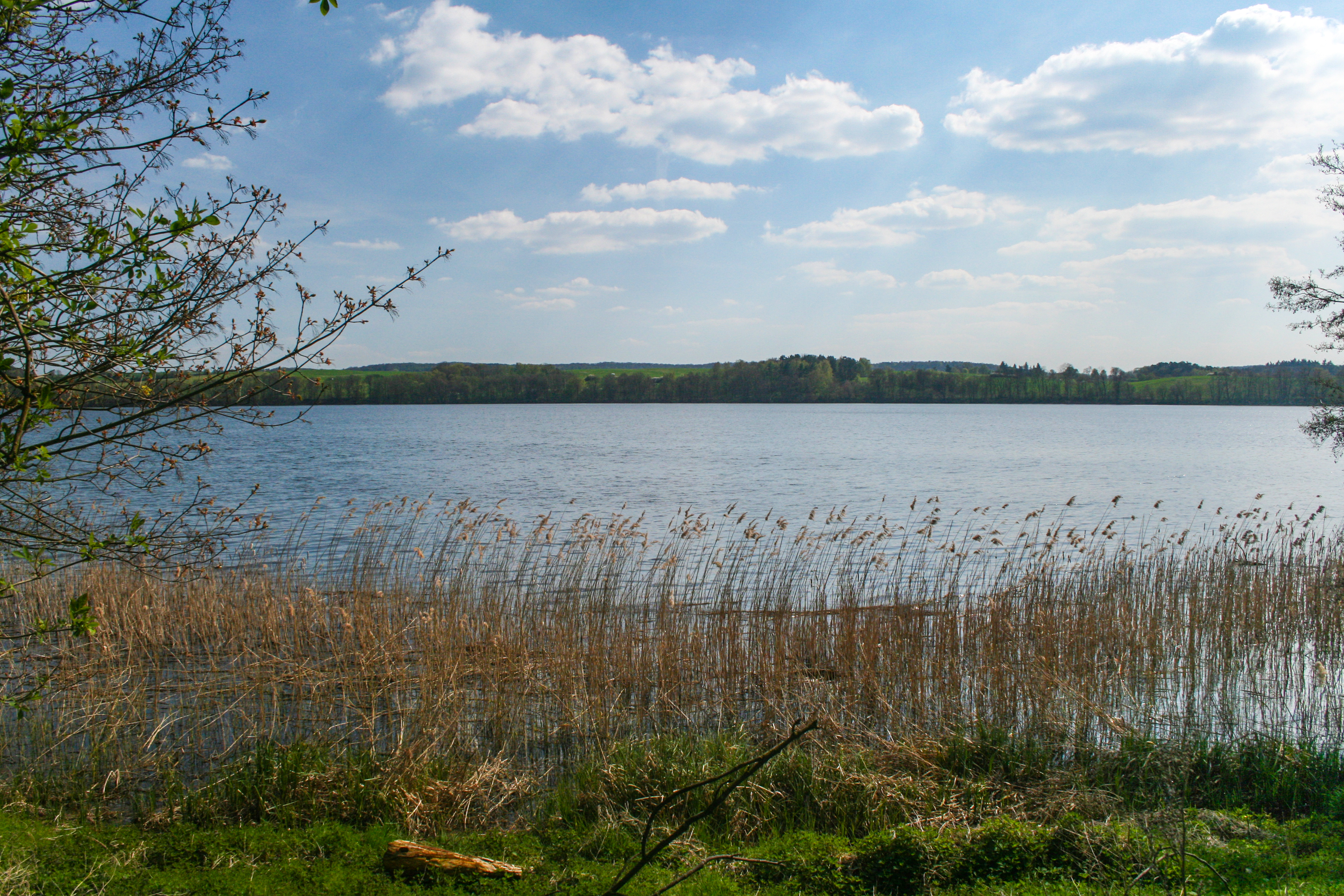

沃勒茨湖（德語：Wolletzsee），是德國的湖泊，位於該國西南部，由勃蘭登堡州負責管轄，處於烏克馬克縣，長5.1公里、寬1公里，面積3.3平方公里，海拔高度43米，平均水深8.7米，最大水深17米，水體容量2,860萬立方米。